# منى الزياني
منى راشد الزياني، هي تربوية وسياسية بحرينية. تم تعيينها في مجلس الشورى عام 2000، لتصبح واحدة من أوائل أعضائه النساء.

## سيرة شخصية
بعد حصولها على درجة البكالوريوس في محو الأمية الإنجليزية في جامعة بغداد في العراق، حصلت الزياني على درجة الماجستير في الآداب في المناهج والتدريس في جامعة نورويتش، ثم حصلت على درجة الدكتوراه في التدريس من جامعة كاليفورنيا الجنوبية في المناهج والتدريس في الولايات المتحدة. وفي عام 1985 قامت بتأسيس مدرسة الحكمة العالمية، وترأستها منذ تأسيسها.
في عام 2000 كانت واحدة من أربع نساء تم تعيينهن في مجلس الشورى من قبل الأمير حمد بن عيسى آل خليفة، لتصبح أول عضوة في المجلس.  وظلت عضوة حتى عام 2002.
في عام 2001 تم تعيينها مديرة للفرع البحريني للجامعة العربية المفتوحة وهو المنصب الذي شغلته حتى عام 2003. وفي عام 2002 أصبحت رئيسة جامعة الخليج الجديدة. 